# جرمی سوارز
جرمی سوارز (انگلیسی: Jeremy Suarez؛ زادهٔ ۶ ژوئیهٔ ۱۹۹۰) یک هنرپیشه، و صدا پیشه اهل ایالات متحده آمریکا است. وی از سال ۱۹۹۶ میلادی تاکنون مشغول فعالیت بوده‌است.

## گزیدهٔ فیلم‌شناسی
- برادر خرس ۲ (۲۰۰۶)
- خرس برادر (۲۰۰۳)
- جری مگوایر (۱۹۹۶)